# The Luck That Jealousy Brought
The Luck That Jealousy Brought è un cortometraggio muto del 1917 interpretato e diretto da Tom Mix. Sceneggiato da Cornelius Shea e prodotto dalla Selig Polyscope Company, il film aveva come altri interpreti Louella Maxam, Sid Jordan, Pat Chrisman.

## Trama
John Dent ha lavorato duramente come cercatore d'oro ma senza grande fortuna. Una compagnia mineraria, tuttavia, scopre che nella sua concessione si trova un ricco filone e cerca di comperarne i diritti senza rivelare niente a Dent. Carey, uno degli impiegati, fa la corte a Rose, la figlia di Dent, con lo scopo di indurla a convincere il padre a vendere la concessione per soli mille dollari. Joe Barr, un giovane minatore innamorato di Rose e geloso di Carey, si mette a seguirli e così scopre la vena d'oro. Onestamente, avverte Dent. Rose si rende conto della doppiezza del suo corteggiatore, apprezzando invece la correttezza di Joe al quale dichiara il suo amore.

## Produzione
Il film fu prodotto dalla Selig Polyscope Company.

## Distribuzione
Distribuito dalla General Film Company, il film - un cortometraggio in una bobina - uscì nelle sale cinematografiche statunitensi il 27 gennaio 1917. In Brasile, il film prese il titolo Invejado Por Ter Sorte e Fortuna.